# Periodismo de sociedad
En periodismo, la presentación de "ecos de sociedad" o "periodismo de sociedad", es la edición de artículos, informes o reportajes en un periódico o revista sobre una serie de personajes, que por su popularidad forman parte de un grupo social privilegiado, y que se considera que pueden ser del interés de los lectores.

## Inicios
La primera página verdadera de ecos de sociedad en los Estados Unidos fue invención de James Gordon Bennett, Jr., propietario del periódico New York Herald en 1835. Sus reportajes estaban centrados en las vidas y las reuniones sociales de los ricos y famosos, con nombres parcialmente ocultos por guiones e informes ligeramente satíricos. El historiador Frank Luther Mott dejó constancia de que «los miembros de la alta sociedad estaban al principio horrorizados; a continuación, divertidos; después complacientes; y finalmente, con hambre de las historias de la prensa de un centavo de sus propias andanzas». Bennett en realidad llevaba redactando este tipo de noticias desde 1827, con artículos en el New York Enquirer.
En el período posterior a la Guerra Civil de los Estados Unidos, había muchos nuevos ricos en el país, y los reportajes de sus travesuras, a veces de mal gusto y desmañadas, poseían un considerable valor como entretenimiento. Antes de 1885, Ward McAllister había sido reclutado para informar sobre noticias de sociedad para el New York World por Joseph Pulitzer, y fue durante esa época cuando la información de sociedad, tanto en las páginas dedicadas al tema como en los (entonces) nuevos suplementos dominicales, se hizo muy popular.
Los reportajes y las páginas de sociedad se volvieron frecuentes en los diarios de Nueva York desde el invierno de 1880 en adelante. El año anterior, Pearl Rivers había trasplantado el concepto a Nueva Orleans, donde había iniciado la Society Bee, una columna sobre la sociedad local en 1879. Una vez más, la reacción inicial fue de shock. Rivers informó, en la propia Society Bee, por supuesto, de la reacción de una mujer que mostró su «oposición por principios a estas informaciones. Las personas que consienten que sus nombres aparezcan impresos le provocan horror y abominación especial... veneno solo apto para la política, los despachos de prensa, y los informes de la policía. Pensaba que estaba muy mal mencionar cualquier nombre de una dama en un periódico, y afirmó que era "lamentable", de "mala nota" y "vergonzoso"». Pero Rivers perseveró, y una década más tarde, en 1890, la columna, ahora titulada simplemente Society, era la sección más grande del periódico del domingo.
Las páginas de sociedad, y las llamadas "páginas de información femenina", que ya se estaban convirtiendo en sinónimos, formaban parte del esfuerzo hecho por Pulitzer y otros periodistas para atraer a las lectoras de la década de 1880 en adelante, ya que los periódicos cada vez se financiaban más mediante la publicidad. Las páginas femeninas de temas generales eran redactadas con el propósito de atraer la atención del estereotipo de las lectoras, las típicas amas de casa de la época: noticias, moda, comida, relaciones, problemas de etiqueta social, salud, cuidado de la casa, decoración de interiores, y los miembros de la alta sociedad.
Al otro lado del océano, en Gran Bretaña, las noticias de sociedad surgieron como parte del "periodismo para mujeres", dirigido de nuevo a atraer a un público femenino. Fue también, tanto en los EE. UU. como en Gran Bretaña, en gran parte obra de mujeres periodistas, a las que se consideraba en una labor subordinada. Por ejemplo: las noticias de sociedad, a finales del siglo XIX, no eran enviadas a los periódicos por los periodistas a través del telégrafo, como otras noticias, ya que se consideraba demasiado caro para la mera presentación de informes de sociedad. Los periodistas de sociedad enviaban sus informes mediante el correo ordinario. Dix Harwood, autor del libro de texto titulado Getting and Writing News (Obteniendo y redactando noticias), escrito en 1927, afirmaba que la presentación de informes de sociedad rara vez disfrutó de mucha dignidad.
Pese al incremento en popularidad que experimentó durante la década de 1880, muchos periódicos "serios" fueron inicialmente cautelosos respecto a los informes de sociedad. Por ejemplo: el Diario de Ottawa no permitió a Florence Randall, su primera reportera de sociedad, hacer prácticamente nada y solo le permitía dictar crónicas simples sobre las viudas y debutantes de la ciudad. El personal del Globe, cuya columna de sociedad comenzó en 1893, consideraba las noticias de sociedad algo "vulgar", según el editor del Globe, Melville Hammond, y su publicación no fue bien recibida debido a sus temas. 
La señora Willoughby Cummings (de soltera, Emily Ann McCausland), trabajó como periodista de prensa y editora de sociedad en el Toronto Globe, bajo el seudónimo de "Sama". En 1900 se convirtió en la directora de la "Esfera de la mujer", una sección de la revista canadiense. Trabajó en pro de los pobres y afligidos y sirvió como oficial de varias sociedades. En 1902, por ejemplo, se convirtió en la secretaria correspondiente para el Consejo Nacional de Mujeres de Canadá. El Toronto Globe, bajo la dirección del primer editor de la sociedad, aumentó la cobertura del trabajo de la señora Willoughby Cummings, que en tres años consiguió ampliar las notas semanales a una columna diaria.

## Sección de mujeres y periodistas femeninas
En los siglos XIX y XX, la presentación de informes de sociedad fue visto como gran parte del cometido de las mujeres periodistas. Las "páginas para mujeres" fueron escritas por mujeres. De hecho, en muchos periódicos durante el siglo XIX, especialmente en los más pequeños, las únicas mujeres entre el personal de los periódicos fueron las que cubrían las noticias de sociedad. Dix Harwood afirmó que la redacción de sociedad, y la mujer que la dirige, era no menos importante:

La redacción de sociedad es a menudo una de las secciones más valiosas sobre el papel, si quien se encarga de ella es una mujer de gran inteligencia, con olfato para las noticias... una mujer con aplomo y dignidad; una mujer a quien sus anfitriones se vean obligados a tratar como a una igual.

Los temas principales eran "Miss Emily Bissell como una joven turca", en el Chicago Tribune, o "La alta sociedad de Maryland en el baile de una hermosa Senorita" en el Times-Picayune.
Los reporteros masculinos no estaban dispuestos a cubrir estos eventos. Como Morton Sontheimer declaró en 1941 "El trabajo del departamento de mujeres es casi tan invariable que sea para las mujeres, no porque los hombres no puedan, sino porque no quieren" (Newspaperman, pp. 228). Uno de estos reportero que se negó a hacer este trabajo a pesar de que le había sido asignado, fue Gordon Sinclair, del Toronto Star
Sinclair consiguió el trabajo de editor de páginas de la mujer, después de que Clifford Wallace, su editor anterior, había pedido ser relevado del trabajo. Wallace fue el primer hombre en ser el editor de la sección de mujeres en el "Star", y utilizó el nombre de "Nellie". En 1922, el jefe de redacción reasignó el puesto de Wallace a Sinclair, y este trató el cargo con absoluto desprecio. Posteriormente escribió:

Desde mis inicios en el puesto, nunca me lo tomé en serio, pues daba por sentado que me iban a despedir o trasladar a otra sección. Por eso me presentaba a las ocho de la mañana y todos los días menos los sábados me marchaba sobre las once. La mayor parte de los temas me los copiaba descaradamente de otros periódicos. Duré unos catorce meses...tras lo cual un joven llamado Joe Atkinson reparó en que mis cosas habían salido ya en alguna otra publicación.